# 3003 Konček
3003 Konček eller 1983 YH är en asteroid i huvudbältet som upptäcktes den 25 oktober 1983 av den tjeckiske astronomen Antonín Mrkos vid Kleť-observatoriet i Tjeckien. Den är uppkallad efter Mikuláš Konček.
Asteroiden har en diameter på ungefär 19 kilometer och den tillhör asteroidgruppen Eos.